# Arthur S. Collins Jr.

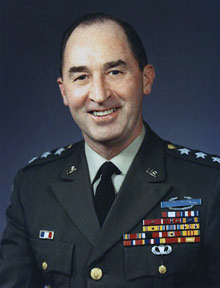
Arthur S. Collins Jr.

Arthur Sylvester Collins Jr. (* 6. August 1915 in Boston, Massachusetts; † 7. Januar 1984 in Washington, D.C.) war ein Generalleutnant der United States Army. Er war unter anderem Kommandeur der 4. Infanteriedivision und der I Field Force, Vietnam.
Arthur Collins war ein Sohn von Arthur Collins Sr. (1887–1959) und dessen Frau Annie Collins (1892–1984). Er besuchte die öffentlichen Schulen seiner Heimat einschließlich der Boston Latin School. In den Jahren 1934 bis 1938 durchlief er die United States Military Academy in West Point. Nach seiner Graduation wurde er als Leutnant der Infanterie zugeteilt. In der Armee durchlief er anschließend alle Offiziersränge vom Leutnant bis zum Drei-Sterne-General.
Im Lauf seiner militärischen Karriere absolvierte Collins verschiedene Kurse und Schulungen. Dazu gehörten unter anderem die Infantry School, das United States Army War College sowie Kurse die dem Command and General Staff College und dem Armed Forces Staff College entsprachen. Außerdem erhielt er einen akademischen Grad von der George Washington University.
In seinen jüngeren Jahren absolvierte er den für Offiziere in den niederen Rangstufen üblichen Dienst in verschiedenen Einheiten und Standorten. Zwischen Dezember 1939 und Dezember 1941 war er am Panamakanal stationiert. Nach dem amerikanischen Eintritt in den Zweiten Weltkrieg wurde Collins zunächst zum 20. Infanterieregiment nach Fort Leonard Wood in Missouri versetzt.
Anschließend kommandierte er verschiedene Bataillone in den Vereinigten Staaten und auf Hawaii, die alle für einen künftigen Kriegseinsatz vorbereitet wurden. Im weiteren Verlauf wurde er als Bataillonskommandeur im 130. Infanterieregiment auf dem pazifischen Kriegsschauplatz eingesetzt. Im August 1944 übernahm er das Kommando über dieses Regiment. Er war unter anderem in Neuguinea und auf den Philippinen stationiert und in Kampfhandlungen verwickelt. Später gehörte er zu den Besatzungstruppen in Japan. Collins behielt sein Kommando über das 130. Infanterieregiment bis zu dessen Auflösung im Februar 1946.
In den Jahren 1946 bis 1948 gehörte er der Stabsabteilung G1 (Personal) im Generalstab des US-Heeres an. Danach war er bis 1952 taktischer Offizier an der Militärakademie in West Point. Daran schloss sich bis 1953 sein Studium am Army War College an. Zwischen Juli 1953 und Januar 1955 war er in Heidelberg stationiert, wo er in der Stabsabteilung G3 für Operationen von USAREUR tätig war. In der Folge blieb er in Deutschland, wo er in Augsburg das Kommando über das 10. Infanterieregiment übernahm, das er bis zum April 1956 innehatte.
Nach seiner Heimkehr gehörte Arthur Collins zwischen 1956 und 1959 der Fakultät des Army War Colleges an. Es folgte eine Versetzung in den Fernen Osten nach Südkorea, wo er bis Oktober 1961 als Militärberater für das südkoreanische Heer tätig war. Daran schlossen sich Generalstabaufgaben unter anderem bei den Joint Chiefs of Staff und beim Strike Command in Florida an. Nach seiner Beförderung zum Generalmajor erhielt er das Kommando über die 4. Infanteriedivision, das er zwischen Juni 1965 und Januar 1967 ausübte. Die Division war zunächst noch in Fort Lewis stationiert, wurde aber im September 1966 nach Südvietnam verlegt, wo sie im Vietnamkrieg als Teil des II. Korps eingesetzt wurde.
Zwischen 1967 und 1970 gehörte Collins dem Stab des Heeresministeriums an und war als Abteilungsleiter für die Weiterentwicklung bzw. Verbesserung der Kampfkraft zuständig (Assistant Chief of Staff for Force Development). Daran schloss sich ein weiterer Einsatz im Vietnamkrieg an. Zwischen März 1970 und Januar 1971 kommandierte er dort die I Field Force, Vietnam. Dabei handelt es sich um ein auf Korpsebene angesiedeltes Kommando.
Im Februar 1971 wurde Arthur Collins erneut nach Heidelberg zu USAREUR versetzt, wo er stellvertretender Kommandeur dieser Einheit wurde. Zwischen dem 20. März und dem 26. Mai 1971 war er kommissarischer Kommandeur von USAREUR und der mit diesem Hauptquartier verschmolzenen 7. Armee. Dabei überbrückte er die Zeit zwischen dem Ausscheiden des vorherigen Kommandeurs James H. Polk und dem Amtsantritt von dessen Nachfolger Michael S. Davison. Nach dessen Kommandoübernahme setzte Collins seine Tätigkeit als stellvertretender Kommandeur von USAREUR bis zum Juni 1974 fort. Im Juli des gleichen Jahres trat er in den Ruhestand.
Arthur Collins verbrachte seinen Lebensabend in Alexandria in Virginia. Er starb am 7. Januar 1984 und wurde auf dem Friedhof der Militärakademie in West Point beigesetzt.

## Orden und Auszeichnungen
Arthur Collins erhielt im Lauf seiner militärischen Laufbahn unter anderem folgende Auszeichnungen:
- Army Distinguished Service Medal
- Silver Star
- Legion of Merit
- Bronze Star Medal
- Air Medal
- World War II Victory Medal
- American Defense Service Medal
- American Campaign Medal
- Asiatic-Pacific Campaign Medal
- Army Occupation Medal
- National Defense Service Medal
- Philippine Liberation Medal
- Philippine Independence Medal
- Vietnam Service Medal
- Vietnam Campaign Medal

Hinzu kamen noch verschiedene Orden von Südvietnam und Südkorea.